# (4454) Kumiko
(4454) Kumiko (1988 VW) – planetoida z pasa głównego asteroid okrążająca Słońce w ciągu 5,71 lat w średniej odległości 3,19 j.a. Odkryta 2 listopada 1988 roku.